# برايان هايغ
برايان هايغ (بالإنجليزية: Brian Haig)‏‏ (15 مارس 1953 في كنتاكي -  ) كاتب، وصحفي، وروائي من الولايات المتحدة.

## الجوائز
- وسام الاستحقاق الأمريكي برتبة فيلق